# Alphonse Clarke
Pour les articles homonymes, voir Clarke.
Alphonse Clarke, comte de Feltre (27 juin 1806 à Paris - 3 décembre 1850 à Paris), est un compositeur français du XIXe siècle
Il est le troisième fils de Henri Jacques Guillaume Clarke, duc de Feltre, maréchal de France et ministre de la Guerre sous Louis XVIII.

## Biographie
Il entre aux pages en 1824, et en sort à la fin de 1826, avec le brevet de sous-lieutenant, pour être incorporé dans le 4e régiment de cuirassiers, où servent déjà ses deux frères (Edgar et Arthur). En 1829, il donne sa démission en même temps que le duc de Feltre, pour revenir vivre avec lui à Paris auprès de sa mère, qu'il adore, et pour se livrer tout entier à la culture des arts, spécialement à l'étude de la composition musicale, dans laquelle il ne tarde pas à se faire un nom.
« D'un caractère ouvert, expansif et enjoué. Son esprit vif, plein de verve et d'imprévu, éclatait en saillies éblouissantes. » Doué de facultés exceptionnelles, il était poète, dessinateur, musicien, compositeur.
Alphonse de Feltre a, pour ce qu'on appelle les affaires et pour les intérêts matériels, ce dégoût et cette incapacité qu'éprouvent la plupart des artistes doués d'imagination. Mais son frère est là, surveillant, pensant, agissant pour tous deux, réglant chaque chose avec ordre et prévoyance, jouant sous ce rapport le rôle de père et de tuteur. Alphonse accepte avec une reconnaissante déférence tout ce qu'avaient décidé cette raison calme et cette sollicitude éclairée. En revanche, le duc de Feltre a besoin de la conversation spirituelle, de la gaieté, de l'imagination colorée de son frère, pour animer son intérieur et chasser les tendances mélancoliques auxquelles il n'est que trop souvent enclin.
Alphonse de Feltre a, dès son enfance, révélé des facultés musicales exceptionnelles. L'éminent professeur Reicha est son maître de composition, et Boïeldieu se plait aussi à lui donner d'une façon toute bénévole les conseils les plus précieux, et le dirige dans ses premiers essais de composition dramatique. On peut donc dire qu'il fut aussi l'élève de ce maître célèbre.
Il dessine avec beaucoup de talent. Il excelle surtout dans la caricature, et, s'il s'était adonné à ce genre, il serait devenu pour le célèbre Cham un rival redoutable. Très versé en littérature, il écrit lui-même d'une manière fort distinguée. Il laisse quelques poésies remarquables par la délicatesse du sentiment ou par le mordant et la verve. Il est autant et plus encore que le duc de Feltre passionné pour les objets d'art ; ce goût devient prédominant dans les dernières années de sa vie, au point même de ne plus laisser qu'une place secondaire à la musique.
Depuis longtemps, les deux frères sont convenus que celui d'entre eux qui survivrait à l'autre, léguerait à un Musée la collection de tableaux (Collection Clarke de Feltre) qu'ils ont formée en commun, et dont ils voulaient éviter la dispersion, volonté qui est réalisée en faveur de la ville de Nantes, par suite d'une disposition testamentaire du duc de Feltre. La collection est conservée par le Musée des beaux-arts de Nantes.

## Œuvres
Alphonse de Feltre a composé quatre opéras complets :
1. Le Fils du Prince, opéra-comique en deux actes, livret d’Eugène Scribe, le seul de ses opéras qui ait été représenté sur un théâtre public (1834, à l'Opéra-Comique).
La partition fut trouvée charmante, et annonçait déjà un maître. Plusieurs morceaux sont devenus populaires et se chantèrent depuis dans les théâtres de vaudeville. Mais la pièce était si complètement dépourvue d'intérêt, que l'ouvrage ne put se maintenir en répertoire.
2. L'Incendia di Babilonia :
Parodie ou plutôt critique, tour à tour plaisante ou élevée, mais toujours ingénieuse et juste, des opéras italiens du genre soi-disant sérieux, où la vérité des situations et de l'expression dramatiques est souvent sacrifiée aux caprices du compositeur ou du chanteur.
Le journal l'Illustration, du 3 juin 1843 (tome Ier, p. 309), renferme un curieux compte-rendu, illustré, d'une représentation de cet opéra donnée dans les derniers jours du mois précédent sur un théâtre de société. Ponchard remplissait le rôle d'Orlando ; Mme Damoreau, celui de Ciorinda ; un amateur d'un grand talent, mais que le journaliste ne nomme pas, celui de Férocino. « — M. de Feltre, dit en terminant l'auteur de cet article, s'est abandonné à ses délicieuses inspirations ; si bien qu'Auber s'est écrié : Il n'est pas facile de plaisanter comme cela. »
3. Le Capitaine Albert : opéra comique en trois actes, qui porta d'abord le titre du Garde de Nuit, puis de la Nuit de Noël.
C'est l'ouvrage capital d'Alphonse de Feltre, qui, malgré les sollicitations des différentes directions du théâtre de l'Opéra-Comique, ne put se résoudre à le laisser représenter.
4. Un opéra inédit en un acte, Une Aventure de Saint-Foix, opéra-comique sur un livret d'Alexandre Duval[1].
5. Des fragments d'un opéra, également inédits.

M. de Feltre qui avait publié, en outre, quelques morceaux de piano, des romances et des nocturnes, avait composé un nombre considérable d'œuvres détachées, musique vocale ou instrumentale. Toutes celles qui ont été publiées de son vivant, ont obtenu un grand succès, et ont placé le nom d'Alphonse de Feltre très haut dans l'estime soit des artistes, soit des amateurs. À l'appui de cette assertion, nous pouvons citer deux faits :
- Le célèbre compositeur M. Auber (1782-1871), avait fait demander aux exécuteurs testamentaires la collection des œuvres musicales d'Alphonse de Feltre, pour la bibliothèque du Conservatoire, dont il était le directeur (1842-1871)[2].
- La Société des auteurs dramatiques a demandé et obtenu des héritiers du duc de Feltre, la permission de puiser, pour le vaudeville, dans le riche répertoire des mélodies et compositions d'Alphonse de Feltre[2].